# مصطفى الرواشدة
مصطفى نصر الرواشدة هو مسؤول أردني بارز ووزير الثقافة الحالي في حكومة جعفر حسان. وُلد في 2 أغسطس 1963 في محافظة الكرك في الأردن، ويمتلك خلفية تعليمية متميزة حيث حصل على درجة البكالوريوس في الآداب والتاريخ، بالإضافة إلى البكالوريوس في القانون والدبلوم العالي في التربية والتاريخ
عمل الرواشدة في عدة مجالات قبل توليه منصب وزير الثقافة; كما أسهم في العمل المجتمعي من خلال رئاسته للعديد من الأندية والمجالس. وله حضور في مجال التعليم والمشاريع التنموية.

## النشاة والدراسة
من مواليد محافظة الكرك في عام 1963، ودرس في مدارسها ويحمل درجة البكالوريوس في الآداب والتاريخ، والبكالوريوس في القانون، والدبلوم العالي في التربية والدبلوم العالي في التاريخ.

### الشهادات
- بكالوريوس آداب تاريخ
- بكالوريوس قانون
- دبلوم عالي في التربية
- دبلوم عالي في التاريخ

## المناصب
- نقيب المعلمين الأردنيين (الدورة الأولى) .[3]
- معلم ومدير مدرسة في وزارة التربية والتعليم.
- عضو مجلس هيئة النزاهة ومكافحة الفساد .
- عضو مجلس التربية والتعليم - وزارة التربية والتعليم.
- عضو مجلس أمناء جامعة اليرموك .
- عضو لجنة الحوار الوطني .
- محامي مزاول .
- عضو مجلس النواب السابع عشر
- عضو مجلس الاعيان التاسع والعشرون
- وزير الثقافة في حكومة جعفر حسان